# Бразилианит
Бразилиани́т — редкий минерал класса фосфатов, основной фосфат натрия и алюминия. Назван в честь Бразилии, где был обнаружен в 1944 году. В 1947 году обнаружен в США.
Кристаллы короткопризматические. Плеохроизм очень слабый, люминесценция не наблюдается, дисперсия 0,014, двупреломление +0,020, спектр поглощения не интерпретируется. Образуется в пегматитах. Можно спутать с амблигонитом, бериллом, хризобериллом, топазом.

## Месторождения
Значительные месторождения имеются только в Бразилии (штаты Минас-Жерайс и Эспириту-Санту) и США (Нью-Гэмпшир). Размер кристаллов бразилианита из Бразилии до 12x8 см. Часто залегает вместе с лазулитом и апатитом.

## Применение
В ювелирном деле используется редко. В Музее естественной истории в Нью-Йорке хранятся два больших кристалла бразилианита — один массой в 19 каратов бриллиантовой огранки, другой массой 23 карата — изумрудной огранки.